# Sho Sasaki
Sho Sasaki (佐々木 翔, Sasaki Sho), né le 2 octobre 1989 à Zama, est un footballeur international japonais. Il évolue au poste de défenseur central au Sanfrecce Hiroshima, club dont il est le capitaine depuis février 2020.

## Biographie

### En club
Avec l'équipe du Ventforet Kōfu, il joue 67 matchs en première division japonaise, inscrivant trois buts.
Avec l'équipe du Sanfrecce Hiroshima, il participe à la Coupe du monde des clubs en 2015, puis à la Ligue des champions d'Asie en 2016.

### En équipe nationale
Il joue son premier match en équipe du Japon le 11 septembre 2018, en amical contre le Costa Rica (victoire 3-0).
Par la suite, en janvier 2019, il participe à la Coupe d'Asie des nations, disputant une rencontre face à l'Ouzbékistan (victoire 2-1).

## Palmarès
- Champion du Japon en 2015 avec le Sanfrecce Hiroshima
- Champion du Japon de D2 en 2012 avec le Ventforet Kōfu
- Vainqueur de la Supercoupe du Japon en 2016 avec le Sanfrecce Hiroshima